# Ostichthys japonicus
Ostichthys japonicus là một loài cá biển thuộc chi Ostichthys trong họ Cá sơn đá. Loài này được mô tả lần đầu tiên vào năm 1829.

## Từ nguyên
Tính từ định danh japonicus có nghĩa là "ở Nhật Bản", được đặt theo tên quốc gia mà Georg Heinrich von Langsdorff, nhà tự nhiên học người Đức, người đã phát hiện ra loài cá này. Danh pháp này cũng do Langsdorff đặt ra trong thủ bản của mình, sau được Georges Cuvier công bố trong các ấn bản.

## Phạm vi phân bố và môi trường sống
Từ biển Andaman và Tây Úc, O. japonicus được phân bố trải dài về phía đông đến Biển Đông, ngược lên phía bắc đến biển Nhật Bản (bờ biển Triều Tiên và Nhật Bản), xa về phía nam đến bờ đông Úc và các đảo quốc là Nouvelle-Calédonie, Fiji, Tuvalu và Vanuatu. O. japonicus cũng được ghi nhận tại vùng biển Việt Nam.
O. japonicus được tìm thấy ở vùng nước khá sâu, độ sâu trong khoảng 90–240 m.

## Mô tả
Chiều dài cơ thể lớn nhất được ghi nhận ở O. japonicus là 45 cm, nhưng thường thấy với kích thước là khoảng 35 cm. Toàn thân có màu đỏ; vảy cá màu hồng ánh bạc, có viền đỏ sẫm hơn.
Số gai ở vây lưng: 12; Số tia vây ở vây lưng: 13; Số gai ở vây hậu môn: 4; Số tia vây ở vây hậu môn: 11; Số tia vây ở vây ngực: 15–17; Số vảy đường bên: 28–30.

## Phân loại học
O. japonicus hợp thành một nhóm phức hợp loài với Ostichthys hypsipterygion và Ostichthys alamai. Ostichthys sheni, một loài được mô tả từ đảo Đài Loan, chỉ được xem là một đồng nghĩa của O. japonicus.